# Marathon van Seoel 2016
De marathon van Seoel 2016 werd gelopen op zondag 20 maart 2016. Het was de 72e editie van deze marathon.
Bij de mannen won de Keniaan Wilson Loyanai de wedstrijd met een tijd van 2:05.13. Dit was zijn tweede overwinning op rij. Hiermee versloeg hij zijn landgenoot Evans Kiplagat Chebet met 20 seconden. Mike Kipruto maakte het Keniaanse podium compleet door derde te worden in 2:06.10. De Keniaanse Rose Chelimo kwam als eerste over de streep bij de vrouwen in 2:24.14, veertien seconden sneller dan de als tweede finishende Ethiopische Melkam Gisaw, die 2:24.28 voor zich liet registreren. 
De eerste man en eerste vrouw wonnen respectievelijk $ 180.000 en $ 87.000 aan prijzengeld.

## Uitslagen

### Mannen
| rang   | naam                    | land | tijd    |
| ------ | ----------------------- | ---- | ------- |
| Goud   | Wilson Loyanai          | KEN  | 2:05.13 |
| Zilver | Evans Kiplagat Chebet   | KEN  | 2:05.33 |
| Brons  | Mike Kipruto            | KEN  | 2:06.10 |
| 4      | Tadesse Abraham         | SUI  | 2:06.40 |
| 5      | Frankline Chepkwony     | KEN  | 2:06.51 |
| 6      | Asbel Kipsang           | KEN  | 2:07.30 |
| 7      | Jacob Kibet             | KEN  | 2:08.56 |
| 8      | Peter Some              | KEN  | 2:10.01 |
| 9      | Afework Mesfin          | ETH  | 2:11.08 |
| 10     | Paul Kipkorir           | KEN  | 2:11.27 |
| 11     | Mustapha El Aziz        | MAR  | 2:12.47 |
| 12     | Jeong-Seob Shim         | KOR  | 2:13.47 |
| 13     | Assefa Legesse          | ETH  | 2:14.01 |
| 14     | Eliud Magut             | KEN  | 2:14.39 |
| 15     | Byambajev Tseveenravden | MGL  | 2:16.26 |
| 16     | Ji-Ho Kim               | KOR  | 2:17.00 |
| 17     | Nehemiah Misat          | KEN  | 2:17.35 |
| 18     | Seung-Yeop Yu           | KOR  | 2:17.41 |
| 19     | Yo-Han Park             | KOR  | 2:18.55 |
| 20     | Jin-Hyeong Jeong        | KOR  | 2:19.55 |

### Vrouwen
| rang   | naam             | land | tijd    |
| ------ | ---------------- | ---- | ------- |
| Goud   | Rose Chelimo     | KEN  | 2:24.14 |
| Zilver | Melkam Gisaw     | ETH  | 2:24.28 |
| Brons  | Agnes Barsosio   | KEN  | 2:24.59 |
| 4      | Janet Rono       | KEN  | 2:27.23 |
| 5      | Abebech Afework  | ETH  | 2:30.26 |
| 6      | Agnes Kiprop     | KEN  | 2:31.48 |
| 7      | Seul-Ki Ahn      | KOR  | 2:32.15 |
| 8      | Zhi-Ling Zheng   | CHN  | 2:33.50 |
| 9      | Gladys Cherotich | KEN  | 2:34.23 |
| 10     | Wei-Wei Sun      | CHN  | 2:36.29 |
| 11     | Go-Eun Yeum      | KOR  | 2:37.02 |
| 12     | Do-Yeon Kim      | KOR  | 2:37.18 |
| 13     | Kyong-Sun Choi   | KOR  | 2:37.53 |
| 14     | Nancy Kiprop     | KEN  | 2:42.03 |

1964 ·
1965 ·
1966 ·
1967 ·
1968 ·
1969 ·
1970 ·
1971 ·
1972 ·
1973 ·
1974 ·
1975 ·
1976 ·
1977 ·
1978 ·
1979 ·
1980 ·
1981 ·
1982 ·
1983 ·
1984 ·
1985 ·
1986 ·
1987 ·
1988 ·
1989 ·
1990 ·
1991 ·
1992 ·
1993 ·
1994 ·
1995 ·
1996 ·
1997 ·
1998 ·
1999 ·
2000 ·
2001 ·
2002 ·
2003 ·
2004 ·
2005 ·
2006 ·
2007 ·
2008 ·
2009 ·
2010 ·
2011 · 
2012 · 
2013 · 
2014 · 
2015 · 
2016 ·  
2017